# 曼努埃尔·卡拉斯科
曼努埃尔·卡拉斯科（西班牙語：Manuel Carrasco，1894年1月27日—？），西班牙男子足球运动员，司职后卫。他曾入选1920年夏季奥林匹克运动会西班牙男子足球队名单，但并未上场参赛。